# Giudizio di fatto e di diritto
Con il giudizio di fatto il giudice afferma l'esistenza o l'inesistenza di un determinato fatto giuridico, ossia lo accerta, mentre con il giudizio di diritto qualifica giuridicamente il fatto accertato. Si vuole anche dire che con il primo il giudice risolve la questione di fatto (in latino quaestio facti), mentre con il secondo risolve la questione di diritto (in latino quaestio juris).

## Descrizione
Giudizio di fatto e giudizio di diritto sono i due momenti in cui si articola la decisione del giudice, formulata nella sentenza, che suole essere raffigurata come un sillogismo nel quale la premessa maggiore è rappresentata dalla norma giuridica applicabile, la premessa minore dal fatto accertato e ricondotto alla fattispecie astratta prevista dalla norma, la conclusione dalla decisione. Questo modello, di là dalla sua adeguatezza a descrivere come realmente il giudice decide, ha comunque il pregio di evidenziare i due momenti in cui si articola la decisione:
- la posizione della norma, ossia la sua individuazione, con un'operazione di interpretazione nel caso debba essere ricavata da un atto normativo, e la riconduzione del fatto alla fattispecie astratta in essa prevista (sussunzione);
- la posizione del fatto, ossia la sua concreta individuazione nelle proprietà che lo caratterizzano e formulazione nel linguaggio della norma, attraverso un'attività di carattere conoscitivo fondata su prove o elementi di prova.

La distinzione tra giudizio di fatto e di diritto si riflette nella motivazione della sentenza, articolabile in:
- motivazione in fatto, consistente in una procedura argomentativa volta a convincere, sulla base dalle prove raccolte, che la ricostruzione del passato fatta dal giudice è vera o, quanto meno, plausibile;
- motivazione in diritto, consistente in un discorso prescrittivo volto a giustificare la correttezza dell'individuazione della norma fatta dal giudice e a convincere che è fondata l'interpretazione della disposizione dalla quale il giudice ha ricavato la norma stessa.

La competenza a decidere su questioni di fatto e di diritto può essere attribuita a giudici diversi: è ciò che accade in quegli ordinamenti, soprattutto di common law, in cui le prime sono demandate a una giuria, composta da giudici laici, le seconde a un giudice o a un collegio di giudici professionali.
Giudice di merito è quello chiamato a decidere tanto sulle questioni di fatto quanto sulle questioni di diritto. Giudice di legittimità è, invece, quello decide sulle sole questioni di diritto, verificando la corretta applicazione delle norme sostanziali e processuali da parte del giudice che ha pronunciato la decisione a lui sottoposta a seguito di impugnazione: ne è un esempio la Corte di cassazione in vari ordinamenti di civil law, tra cui quello italiano.